# Principado de Sawantwadi

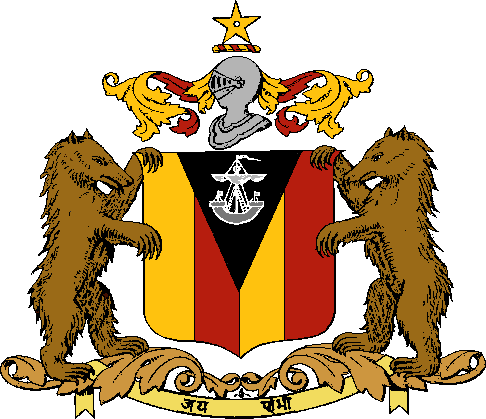
Brasão de Savantvadi.

Sawantwadi (também Savantvadi, Sawunt Warree e Sawuntwadi; marata: सावंतवाडी, Sāvantvāḍī) foi um estado principesco da costa oeste da Índia, no território do actual Estado de Maharashtra, governado por uma dinastia da família Bhonsle. Foi fundado em 1627 pelo líder marata Khem Savant Bhonsle e esteve sob protectorato britânico, como parte do Raj Britânico, entre 1819 e 1947. Em 1941, pouco antes da sua integração na União Indiana, Sawantwadi tinha uma área de 2 409 km² e 264 000 habitantes.